# Omšenie
Omšenie je naseljeno mjesto u okrugu Trenčín u  Trenčínskom kraju u Slovačkoj.

## Stanovništvo
| Godina:     | 1994. | 2004.   | 2014.   | 2024.   |
| ----------- | ----- | ------- | ------- | ------- |
| Broj ljudi: | 1928  | 1957    | 1996    | 1816    |
| Razlika:    |       | +1,50 % | +1,99 % | −9,01 % |

| Godina:     | 2023. | 2024.   |
| ----------- | ----- | ------- |
| Broj ljudi: | 1836  | 1816    |
| Razlika:    |       | −1,08 % |

Prema podacima o broju stanovnika iz 2024. godine naselje je imalo 1816 stanovnika.

## Vanjske poveznice
|  | Zajednički poslužitelj ima još gradiva o temi Omšenie |

- Službena stranica naselja (sl.)